# Čertova stěna
El mur del diable (en txec Čertova stěna) és una òpera comico-romàntica en tres actes, amb música de Bedřich Smetana i llibret d'Eliška Krásnohorská, en la seva tercera col·laboració operística. La trama és una llegenda txeca d'una enorme paret rocosa que domina el riu Vltava, prop de l'antic monestir de Vyšší Brod, on el diable es diu que ha detingut la construcció del monestir per l'embassament del riu Vltava, que després es va aixecar i va inundar el lloc.
Krásnohorská tenia la intenció que el seu argument fos greu en la seva naturalesa, una representació simbòlica del conflicte entre l'Església i el diable. Per contra, Smetana volia un tracte menys greu. Ella va accedir a les seves demandes i va modificar l'argument, però després Smetana va canviar el seu enfocament de la història i va reelaborar la trama de tal manera que va convertir a la jove, Hedvika, en substituta de la primera esposa del Senyor Vok, i la història es va tornar més seriosa en aquest aspecte. Com a resultat d'aquests canvis, Krásnohorská i Smetana no van tenir contacte durant un any i mig, i Smetana va fer canvis substancials en el llibret presentat per Krásnohorská sense les seves aportacions, eliminant fins a 500 dels seus versos originals.
Smetana va completar l'Acte I el març de 1881, i l'Acte III l'abril de 1882. L'òpera es va estrenar el 29 d'octubre de 1882, en el Divadlo České Nové (Nou Teatre Txec) a Praga. L'estrena no va tenir èxit, amb dificultats com la posada en escena i l'aparença completament dispar de dos cantants els personatges dels quals se suposa que s'havien d'assemblar entre si. Malgrat les tensions entre la llibretista i el compositor, Krásnohorská va assistir a l'estrena i va defensar a Smetana, fins al punt de guardar silenci sobre la crítica dirigida cap al llibret, pels canvis que ella mateixa no havia autoritzat.
La primera producció del Regne Unit va ser duta a terme pel University College Opera, a Londres, al febrer de 1987.

## Discografia
- 1960, Zdeněk Chalabala (director), Cor i Orquestra del Teatre Nacional de Praga; Václav Bednář (Vok Vítkovic), Ivana Mixová (Záviš Vítkovic), Ivo Žídek (Jarek), Milada Šubrtová (Hedvika), Antonín Votava (Michálek), Libuši Domanínská (Katušca), Karel Berman (Beneš), Ladislav Mráz (Rarach)